# Stampalia
Stampalia (in greco Αστυπάλαια?, Astypálea, probabilmente dall'espressione άστυ + παλαιός, àstu + palaiòs, vale a dire "città antica") è un'isola dell'Egeo. È l'isola più occidentale del Dodecaneso. Geograficamente e storicamente è anche considerata parte delle Cicladi.

## Geografia
L'isola ha una forma di farfalla, le cui due ali sono unite da un breve istmo. Dista 23 miglia nautiche dall'isola di Anafi nelle Cicladi. L'isola è la più occidentale delle isole del Dodecaneso, a circa Km 30 a ovest di Coo e ad altrettanti a sud-est dell'isola greca di Amorgos. Consta di due parti unite da un sottile istmo, in modo da formare ai due lati di questo due baie, la Baia Sant'Andrea a nord e la Baia della Maltesana a sud. Ha una lunghezza di Km. 18 e una larghezza massima di Km. 13, con una superficie di km². 99. L'isola è montuosa e si eleva fino a metri 506 nel M. Sant'Elia. Ha coste sviluppate e frastagliatissime. Una caratteristica dell'isola è l'assenza di serpenti e la presenza di qualche coniglio.

## Storia
Secondo la mitologia, Astipalea era sorella di Europa e figlia di Agenore e di Telefassa, dalla cui unione con Poseidone nacque Euripilo re dell'isola di Coo. L'isola, il cui toponimo originario significa "città antica", fu invasa dai Dori che vi trovarono una precedente colonia fenicia. In età storica fu colonia di Argo e poi di Megara. In epoca ellenistica fece parte del regno dei Tolomei d'Egitto. Fu sottomessa dai Romani e con la spartizione dell'impero romano del IV secolo passò sotto l'impero bizantino di cui seguì le sorti fino al 1204, anno in cui, in seguito agli eventi della IV crociata entrò nell'orbita della Repubblica di Venezia, diventando per più di tre secoli feudo della famiglia veneziana dei Querini. Nel 1537 fu espugnata dai turchi ottomani che la tennero fino al 1912, anno in cui in seguito alla guerra italo-turca passò sotto dominio italiano insieme alle altre isole del Dodecaneso. I tedeschi la occuparono il 22 ottobre 1943 e la tennero fino alla fine della guerra, nel maggio 1945. Passò poi sotto occupazione britannica e nel marzo del 1947, per effetto del trattato di Parigi, entrò a far parte della Grecia.

## Amministrazione
L'isola costituisce un comune della periferia dell'Egeo Meridionale (unità periferica di Calimno) con 1 238 abitanti al censimento 2001.
Chora è il centro maggiore, costruita ad anfiteatro intorno alla collina su cui sorge il castello veneziano. Ha un aspetto tipicamente cicladico con candide case e qualche mulino a vento.